# Liste der Naturdenkmale in Sulz am Neckar
| Naturdenkmale | Anzahl |
| ------------- | ------ |
| FND           | 3      |
| END           | 7      |
| Gesamt        | 10     |

Die Liste der Naturdenkmale in Sulz am Neckar nennt die verordneten Naturdenkmale (ND) der im baden-württembergischen Landkreis Rottweil liegenden Stadt Sulz am Neckar. In Sulz am Neckar gibt es insgesamt zehn als Naturdenkmal geschützte Objekte, davon drei flächenhafte Naturdenkmale (FND) und sieben Einzelgebilde-Naturdenkmale (END).
Stand: 1. November 2016.

## Flächenhafte Naturdenkmale (FND)
| Name                     | Bild | Kennung     | Einzelheiten   | Position | Fläche Hektar | Datum         |
| ------------------------ | ---- | ----------- | -------------- | -------- | ------------- | ------------- |
| Kalksinter-Quellflur     |      | 83250570001 | Sulz am Neckar | ⊙        | 2,4           | 13. Okt. 1982 |
| Rindelberg               | BW   | 83250570002 | Sulz am Neckar | ⊙        | 2,8           | 11. Mai 1992  |
| Schwarzwiese             |      | 83250570003 | Sulz am Neckar | ⊙        | 1,0           | 17. Mai 1982  |
| Legende für Naturdenkmal |      |             |                |          |               |               |

## Einzelgebilde (END)
| Name                     | Bild | Kennung     | Einzelheiten   | Position | Fläche Hektar | Datum         |
| ------------------------ | ---- | ----------- | -------------- | -------- | ------------- | ------------- |
| Eiche am Kniesteig       | BW   | 83250570149 | Sulz am Neckar | ⊙        | 0,0           | 12. Okt. 1962 |
| Hanikel-Linden           | BW   | 83250570148 | Sulz am Neckar | ⊙        | 0,0           | 12. Okt. 1962 |
| Schloßlinde              | BW   | 83250570154 | Sulz am Neckar | ⊙        | 0,0           | 12. Okt. 1962 |
| 1 Linde                  | BW   | 83250570150 | Sulz am Neckar | ⊙        | 0,0           | 12. Okt. 1962 |
| 1 Linde                  |      | 83250570156 | Sulz am Neckar | ⊙        | 0,0           | 12. Okt. 1962 |
| 1 Linde                  | BW   | 83250570158 | Sulz am Neckar | ⊙        | 0,0           | 12. Okt. 1962 |
| 2 Fichten                | BW   | 83250570152 | Sulz am Neckar | ⊙        | 0,0           | 12. Okt. 1962 |
| Legende für Naturdenkmal |      |             |                |          |               |               |